# هنريتا هووكر
هنريتا هووكر (بالإنجليزية: Henrietta E. Hooker)‏ هي أستاذة جامعية وعالمة نبات أمريكية، ولدت في 12 ديسمبر 1851 في غاردينر في الولايات المتحدة، وتوفيت في 13 مايو 1929.